# Tetrix
Genre
Synonymes
- Acrydium Geoffroy, 1762
- Acridium Schaeffer, 1766
- Tettix Berthold, 1827
- Depressotetrix Karaman, 1960
- Macedotetrix Karaman, 1960
- Uvarovitettix Bazyluk & Kis, 1960
- Tetratetrix Karaman, 1965
- Bienkotetrix Kis & Vasiliu, 1970

Tetrix est un genre d'insectes orthoptères de la famille des Tetrigidae.

## Distribution
Les espèces de ce genre se rencontrent sur tous les continents.

## Liste des espèces
Selon Orthoptera Species File (1 juillet 2018) :
- Tetrix aelytra Deng, Zheng & Wei, 2009
- Tetrix akagiensis Uchida & Ichikawa, 1999
- Tetrix albistriatus Yao & Zheng, 2006
- Tetrix albomaculatus Zheng & Jiang, 2006
- Tetrix albomarginis Zheng & Nie, 2005
- Tetrix albomarginisoides Deng, 2016
- Tetrix albonota Zheng, 2005
- Tetrix americana Hancock, 1909
- Tetrix andeanum (Hebard, 1923)
- Tetrix arcunota Ingrisch, 2001
- Tetrix arenosa Burmeister, 1838
- Tetrix areolata Westwood, 1841
- Tetrix baditibialis Deng, 2016
- Tetrix barbifemura Zheng, 1998
- Tetrix barbipes Zheng, 2004
- Tetrix beibuwanensis Zheng & Jiang, 1994
- Tetrix beihaiensis Deng & Zheng, 2007
- Tetrix bipunctata (Linnaeus, 1758) - Tétrix des sables
- Tetrix bolivari Saulcy, 1901
- Tetrix brachynota Zheng & Deng, 2004
- Tetrix brevicornis Zheng, Lin & Shi, 2012
- Tetrix brevipennis Zheng & Ou, 2010
- Tetrix brunnerii (Bolívar, 1887)
- Tetrix cavifrontalis Liang, 1998
- Tetrix cenwanglaoshana Zheng, Jiang & Liu, 2005
- Tetrix ceperoi (Bolívar, 1887) - Tétrix des vasières
- Tetrix ceperoides Zheng & Jiang, 1997
- Tetrix changbaishanensis Ren, Wang & Sun, 2003
- Tetrix changchunensis Wang, Wang & Ren, 2005
- Tetrix chichibuensis Uchida & Ichikawa, 1999
- Tetrix chongqingensis Zheng & Shi, 2002
- Tetrix collina Rehn, 1952
- Tetrix condylops Gerstaecker, 1869
- Tetrix coronata Fischer von Waldheim, 1833
- Tetrix curvimarginus Zheng & Deng, 2004
- Tetrix cuspidata Hancock, 1907
- Tetrix dentifemura Zheng, Shi & Luo, 2003
- Tetrix depressa Brisout de Barneville, 1848
- Tetrix dimidiata Westwood, 1841
- Tetrix dongningensis Wang, 2007
- Tetrix dorrigensis Rehn, 1952
- Tetrix duolunensis Zheng, 1996
- Tetrix dushanensis Deng, 2016 (nomen nudum)
- Tetrix ensifera Westwood, 1841
- Tetrix erhaiensis Zheng & Mao, 1997
- Tetrix ewenkensis Zheng, Shi & Mao, 2010
- Tetrix eyouqiensis Liang, 1996
- Tetrix fengmanensis Ren, Meng & Sun, 2003
- Tetrix fuchuanensis Zheng, 1998
- Tetrix fuhaiensis Zheng, Zhang, Yang & Wang, 2006
- Tetrix fuliginosa (Zetterstedt, 1828)
- Tetrix fuliginosaoides Deng, 2016
- Tetrix gavoyi Saulcy, 1901
- Tetrix gibberosa (Wang & Zheng, 1993)
- Tetrix gifuensis Storozhenko, Ichikawa & Uchida, 1994
- Tetrix glochinota Zhao, Niu & Zheng, 2010
- Tetrix grossifemura Zheng & Jiang, 1997
- Tetrix grossovalva Zheng, 1994
- Tetrix guangxiensis Zheng & Jiang, 1996
- Tetrix guibeiensis Zheng, Lu & Li, 2000
- Tetrix guibeioides Deng, Zheng & Wei, 2007
- Tetrix guilinica Li & Huang, 2000
- Tetrix guinanensis Zheng & Jiang, 2002
- Tetrix huanjiangensis Zheng, Shi & Mao, 2010
- Tetrix hururana Ingrisch, 2001
- Tetrix inda (Olivier, 1791)
- Tetrix interrupta Zheng, 2004
- Tetrix irrupta (Bolívar, 1887)
- Tetrix japonica (Bolívar, 1887)
- Tetrix jigongshanensis Zhao, Niu & Zheng, 2010
- Tetrix jilinensis Ren, Wang & Meng, 2004
- Tetrix jingheensis Liang & Zheng, 1998
- Tetrix jinshajiangensis Zheng & Shi, 2001
- Tetrix jiuwanshanensis Zheng, 2005
- Tetrix kantoensis Uchida & Ichikawa, 1999
- Tetrix kraussi Saulcy, 1888
- Tetrix kunmingensis Zheng & Ou, 1993
- Tetrix kunmingoides Zheng, 2005
- Tetrix langshanensis Deng, 2016 (nomen nudum)
- Tetrix laticeps Westwood, 1841
- Tetrix latifemuroides Zheng & Xie, 2004
- Tetrix latifemurus Zheng & Xie, 2004
- Tetrix latipalpa Cao & Zheng, 2011
- Tetrix lativertex Zheng, Li & Wei, 2002
- Tetrix lativertexoides Deng, 2016
- Tetrix liuwanshanensis Deng, Zheng & Wei, 2007
- Tetrix lochengensis Zheng, 2005
- Tetrix longipennis Zheng, 2006 (homonym)
- Tetrix longipennioides Zheng & Ou, 2010
- Tetrix longzhouensis Zheng & Jiang, 2000
- Tetrix macilenta Ichikawa, 1993
- Tetrix maguanensis Deng, Zheng & Wei, 2007
- Tetrix mandanensis Zheng & Ou, 2010
- Tetrix minor Ichikawa, 1993
- Tetrix misera (Walker, 1871)
- Tetrix montivaga Rehn, 1952
- Tetrix morbillosa (Fabricius, 1787)
- Tetrix munda (Walker, 1871)
- Tetrix nanpanjiangensis Deng, Zheng & Wei, 2008
- Tetrix nanshanensis (Liang & Jiang, 2014)
- Tetrix neozhengi Huang, 2014
- Tetrix nigricollis Walker, 1871
- Tetrix nigrimaculata Zheng & Shi, 2002
- Tetrix nigrimarginis Zheng & Ou, 2004
- Tetrix nigristriata Zheng & Nie, 2005
- Tetrix nigrotibialis Chen, Zheng & Zeng, 2010
- Tetrix nikkoensis Uchida & Ichikawa, 1999
- Tetrix nodulosa (Fieber, 1853)
- Tetrix nonmaculata Zheng & Ou, 2004
- Tetrix ochronotata Zheng, 1998
- Tetrix ornata (Say, 1824)
- Tetrix parabarbifemura Zheng & Ou, 2004
- Tetrix parabipunctata Zheng & Ou, 2004
- Tetrix parabrachynota Zheng, Wang & Shi, 2007
- Tetrix phrynus Rehn, 1952
- Tetrix priscus (Bolívar, 1887)
- Tetrix pseudodepresss (Ingrisch, 2006)
- Tetrix pseudosimulans Zheng & Shi, 2010
- Tetrix puerensis Zheng, 2007
- Tetrix qilianshanensis Zheng & Chen, 2000
- Tetrix qinlingensis Zheng, Huo & Zhang, 2000
- Tetrix rectimargina Zheng & Jiang, 2004
- Tetrix reducta (Walker, 1871)
- Tetrix rongshuiensis Deng, 2016
- Tetrix ruyuanensis Liang, 1998
- Tetrix sadoensis Storozhenko, Ichikawa & Uchida, 1994
- Tetrix serrifemoralis Zheng, 1998
- Tetrix serrifemoroides Zheng & Jiang, 2002
- Tetrix shaanxiensis Zheng, 2005
- Tetrix shennongjiaensis Zheng, Li & Wei, 2002
- Tetrix sierrana Rehn & Grant, 1956
- Tetrix sigillatum Bolívar, 1908
- Tetrix signatus (Bolívar, 1887)
- Tetrix silvicultrix Ichikawa, 1993
- Tetrix simingshanensis Chen, Zhang, Li & Yin, 2022
- Tetrix simulanoides Zheng & Jiang, 1996
- Tetrix simulans (Bey-Bienko, 1929)
- Tetrix sinufemoralis Liang, 1998
- Tetrix sipingensis Hao, Wang & Ren, 2006
- Tetrix subulata (Linnaeus, 1758)
- Tetrix subulatoides Zheng, Zhang, Yang & Wang, 2006
- Tetrix tartara (Saussure, 1887)
- Tetrix tenuicornis (Sahlberg, 1891) - Tétrix des carrières
- Tetrix tenuicornoides Wang, Yuan & Ren, 2006
- Tetrix tereeshumerus Zheng & Wang, 2005
- Tetrix tianensis Zheng, 2005
- Tetrix tinkhami Zheng & Liang, 1998
- Tetrix torulosifemura Deng, 2016
- Tetrix torulosinota Zheng, 1998
- Tetrix torulosinotoides Zheng & Jiang, 2004
- Tetrix totulihumerus Zheng & Nie, 2005
- Tetrix transimacula Zheng, 1998
- Tetrix transsylvanica (Bazyluk & Kis, 1960)
- Tetrix tubercarina Zheng & Jiang, 1994
- Tetrix tuberculata (Zheng & Jiang, 1997)
- Tetrix tuerki (Krauss, 1876)
- Tetrix undatifemura Zheng, Huo & Zhang, 2000
- Tetrix undulata (Sowerby, 1806) - Tétrix des clairières ou Tétrix commun
- Tetrix wadai Uchida & Ichikawa, 1999
- Tetrix wagai Bazyluk, 1962
- Tetrix weishanensis Zheng & Mao, 2002
- Tetrix xianensis Zheng, 1996
- Tetrix xiangzhouensis Deng, Zheng & Wei, 2008
- Tetrix xiaowutaishanensis Zheng & Shi, 2010
- Tetrix xinchengensis Deng, Zheng & Wei, 2007
- Tetrix xinganensis Zheng & Zhou, 1997
- Tetrix xinjiangensis Zheng, 1996
- Tetrix yangshuoensis Li & Huang, 2000
- Tetrix yaoshanensis Liang, 1998
- Tetrix yizhouensis Zheng & Deng, 2004
- Tetrix yunlongensis Zheng & Mao, 2002
- Tetrix yunnanensis Zheng, 1992
- Tetrix zayuensis Zheng & Shi, 2009
- Tetrix zhengi Jiang, 1994
- Tetrix zhengioides Zheng, 2004
- Tetrix zhongshanensis Deng, Zheng & Wei, 2007

## Publication originale
- Latreille, 1802 : Histoire naturelle, générale et particulière des crustacés et des insectes. Ouvrage faisant suite à l'histoire naturelle générale et particulière, composée par Leclerc de Buffon, et rédigée par C. S. Sonnini, membre de plusieurs sociétés savantes, vol. 3, F. Dufart, Paris.